# Opel 4PS
La 4PS chiamata anche nel linguaggio comune in Germania Opel Laubfrosch, era un'autovettura di fascia medio-bassa prodotta dal 1924 al 1931 dalla Casa automobilistica tedesca Opel.

## Profilo e storia
Pur essendo poco conosciuta in Italia, la 4PS della Opel è stata una vettura estremamente importante per la Casa di Rüsselsheim, perché è stato grazie ad essa se la Opel stessa ha potuto continuare ad esistere. Le strategie produttive che stavano dietro il progetto della 4PS, nonché i suoi costi molto contenuti hanno permesso alla Opel di rialzarsi in piedi dopo gli enormi disagi del conflitto di qualche anno prima. Non solo, ma grazie ad essa, la Opel riuscì nella seconda metà degli anni venti del Novecento a divenire il primo costruttore automobilistico tedesco, in quanto riuscì ad aggiudicarsi una quota di mercato pari al 37.5%.
L'esigenza di una vettura come la 4PS si ebbe poco dopo la fine della prima guerra mondiale: infatti, quando nel 1920 la 5/12 PS, giunta alla sua quarta serie, venne tolta di produzione si creò subito un gran vuoto nel settore delle Opel di classe medio-bassa, quelle più popolari ed accessibili al maggior numero di clientela.
Urgeva quindi una vettura che ne riprendesse l'eredità, ma proponendo contenuti più moderni e costi di produzione assai contenuti: occorre considerare che la Germania era uscita piuttosto malconcia dal conflitto e che quindi la ripresa economica tedesca era necessaria, ma dando la priorità all'abbattimento dei costi.

### La genesi
L'unico modo per abbattere i costi era quello di convertire la produzione artigianale in produzione su linea di montaggio, da tempo attiva negli Stati Uniti, grazie al genio di Henry Ford, ma che in Europa era ancora allo stadio embrionale. L'unico costruttore europeo che all'epoca già produceva le sue vetture su linea di montaggio era la francese Citroën, che in patria stava spopolando fin dal suo esordio con le sue vetture dai costi assai concorrenziali.
La Opel decise di seguirne le orme: si può dire in effetti che la Casa francese divenne la musa ispiratrice della Opel per quanto riguardava la progettazione e la realizzazione della nuova vetturetta, e lo si può dire da molti punti di vista, poiché quando nel 1924 si arrivò alla presentazione del modello definitivo della nuova Opel, verniciato in un vistoso colore giallo limone, la Casa francese intentò una causa alla Casa di Rüsselsheim, poiché la vettura, specie nel frontale, era fin troppo simile alla Citroën Type C, un modello di fascia analoga proposto per il mercato francese, ed inoltre la stessa verniciatura appariva troppo banalmente ripresa dal modello francese.
La Citroën non ottenne di fatto alcun risarcimento, ma la Casa tedesca venne costretta a ridisegnare la calandra ed a riverniciare la vettura in un qualsiasi altro colore tranne quella tonalità di giallo.

### La 4/12 PS
Fu così che nel maggio 1924 la nuova vettura della Opel venne finalmente lanciata con la denominazione di 4/12 PS, con alcune modifiche alla calandra, secondo quanto disposto dalla Citroën, e con una nuova verniciatura di color verde che alla nuova piccola Opel valse il soprannome di "Laubfrosch" (in tedesco significa "ranocchio").
Nonostante le vicissitudini giudiziarie, la 4/12 PS ottenne ben presto un buon successo di vendite, grazie soprattutto al prezzo assai ridotto, che inizialmente fu fissato a 4.600 marchi.
La "Laubfrosch" fu la prima Opel ad essere stata prodotta in oltre 100 000 esemplari e fu inoltre la prima Opel prodotta su catena di montaggio. Ciò, oltre ad abbattere i costi produzione, fece in modo da venire incontro alle tante ordinazioni in tempi più brevi. La 4/12 PS era disponibile nella sola versione torpedo a due posti ed era costruita su un telaio ad U con traverse in acciaio, da 2,255 m di interasse. Montava un motore a 4 cilindri in linea da 951 cm³, con distribuzione a valvole laterali e con testata separabile. La potenza massima era di 12 CV a 2400 giri/min, quanto bastava alla piccola vettura, che pesava appena 570 kg a vuoto, di raggiungere una velocità massima di 60 km/h, non eccezionale, ma nella media dell'epoca.
La trazione era ovviamente ancora posteriore, con cambio a tre marce e frizione monodisco.
Le sospensioni erano a quarto di balestre, mentre i freni erano a tamburo e solo sul retrotreno: per la prima volta nella storia della Opel fu abbandonata l'ormai anacronistica soluzione del freno a nastro sul cambio.
In ogni caso, nonostante le prestazioni non brillantissime, nel panorama automobilistico tedesco di metà anni venti, la 4/12 PS fu una delle pochissime vetture popolari tra i 750 ed i 1000 cm³ e ciò le consentì di vendere parecchio.
La 4/12 PS fu prodotta fino al 1926.

### La 4/14 PS
La 4/12 PS fu affiancata molto presto dalla 4/14 PS, anch'essa lanciata nel 1924 e che costituì una variante leggermente migliore dal punto di vista prestazionale, poiché il suo motore fu portato a 1018 cm³, con una potenza massima di 14 CV a 2600 giri/min. In questo modo, il "ranocchio" poteva raggiungere i 70 km/h di velocità massima. A parte le caratteristiche prestazionali, un'altra differenza significativa stava nel fatto che la 4/14 PS poteva essere richiesta come torpedo a tre posti (e non a due come nella 4/12 PS) oppure come limousine sempre a tre posti. Inoltre, la 4/14 PS si distingueva dalla 4/12 PS per il telaio a passo allungato di quasi 30 cm.
La 4/14 PS fu prodotta per un anno, fino a metà del 1925.

### La 4/16 PS
Fu introdotta per sostituire la 4/14 PS, e fu prodotta fino al 1928. Della 4/14 PS mantenne il propulsore, che però fu portato a 16 CV di potenza massima. Il telaio era anch'esso lo stesso della versione precedente, così come le prestazioni. Diverse erano le carrozzerie disponibili: si poteva avere come limousine a tre o quattro posti, come torpedo a due posti o come berlina a due, tre o quattro posti.
A partire dal 1926, quando la 4/12 PS fu tolta di produzione, la 4/16 PS ne prese il posto alla base della gamma 4PS e per l'occasione furono apportate delle modifiche alla gamma: la più significativa fu nel montare i freni a tamburo anche all'avantreno, il che rendeva la vettura più completa e competitiva, se non addirittura all'avanguardia. La gamma di carrozzerie fu anch'essa modificata: la 4/16 PS si poteva avere come torpedo a due o quattro posti, come limousine a quattro posti o come berlina a due posti.

### La 4/18 PS
Nel 1928, la 4/16 PS fu rimpiazzata dalla 4/18 PS, caratterizzata dal passo accorciato di un centimetro, dalla potenza massima salita a 18 CV a 2500 giri/min e dalla velocità massima di 80 km/h.
Le carrozzerie disponibili erano le stesse della 4/16 PS, con in più l'arrivo di un'inedita versione cabriolet.
La 4/18 PS fu prodotta fino al 1930.

### La 4/20 PS
Nel 1929 la 4/18 PS fu affiancata dalla 4/20 PS, una versione leggermente più potente, in grado di arrivare a 20 CV di potenza massima a 3500 giri/min, mantenendo lo stesso propulsore da 1018 cm³.
Le varianti di carrozzeria erano quasi le stesse della 4/18 PS, con l'eccezione dell'assenza delle versioni berlina. Un'altra differenza stava nell'alimentazione tramite carburatore Zenith (i modelli precedenti montavano un Solex).
Nel 1930, con l'uscita di produzione della 4/18 PS, la 4/20 PS rimase l'unico modello a rappresentare ancora la gamma 4PS.

### La 1.1 L
All'inizio del 1931, la 4/20 PS fu rinominata come 1.1 L, secondo la nomenclatura della Casa in vigore nella prima metà degli anni trenta, con la quale si indicava la cilindrata del modello espressa in litri.
Meccanica ed impostazioni generali non cambiarono.
Nella seconda metà del 1931, anche questo modello fu pensionato, per essere sostituito dalla 1.2 L.